# تيتسويا ياماغوتشي
تيتسويا ياماغوتشي (باليابانية: 山口鉄也؛ بالكانا: やまぐち てつや) هو لاعب كرة قاعدة ياباني، ولد في 11 نوفمبر 1983 في كاناغاوا-كو، يوكوهاما في اليابان.

## وصلات خارجية
- تيتسويا ياماغوتشي على موقع الدوري الياباني لكرة القاعدة (الإنجليزية)
- تيتسويا ياماغوتشي على موقعبيزبول رفرنس.كوم (الدوري الثانوي) (الإنجليزية)